# Marco
Marco je moško osebno ime.

## Izvor imena
Ime Marco je različica moškega osebnega imena Marko.

## Pogostost imena
Po podatkih Statističnega urada Republike Slovenije je bilo na dan 31. decembra 2007 v Sloveniji število moških oseb z imenom Marco: 53.

## Osebni praznik
Osebe z imenom Marco lahko godujejo takrat kot osebe z imenom Marko.

## Znane osebe
- Marco Polo, beneški trgovec in raziskovalec